# Ulica Jarosława Iwaszkiewicza w Kijowie
Ulica Jarosława Iwaszkiewicza – ulica w kijowskim rejonie obołońskim. Biegnie od ul. Wyszhorodskiej do ul. Awtozawodskiej. Łączy się z ul. Makijowską.

## Historia
Ulicę położono na początku lat 80. XX w. Od 1984 roku nosi obecną nazwę na cześć polskiego pisarza, tłumacza, Jarosława Iwaszkiewicza, urodzonego we wsi Kalnyk w obecnym obwodzie winnickim.